# 3° kälter
3° kälter ist ein deutsches Filmdrama von Florian Hoffmeister aus dem Jahr 2005. Der Film wurde im selben Jahr beim Internationalen Filmfestival von Locarno mit dem Silbernen Leopard in der Kategorie Bester Nachwuchsfilm ausgezeichnet.

## Handlung
Das Paar Jan und Marie ist gemeinsam mit seinen Freunden Frank und Steini im Urlaub in Spanien. Zur Abfahrt nach Hause erscheint Jan jedoch nicht. Obwohl Frank während der Suchaktion ihn in der Brandung am Strand stehen sieht, verneint er den anderen gegenüber, irgendetwas gesehen zu haben. Marie zerreißt das Foto mit ihr und Jan und entscheidet, nach Süddeutschland zurückzufahren.
Fünf Jahre später ist Marie mit Frank verheiratet, der untreue Steini zieht mit seiner Freundin Jenny zusammen und Jans Mutter nimmt Unmengen von Schlaftabletten. Beim Umzug von Steini hilft auch Jans Bruder Olli, der dabei die Musikerin Babette kennenlernt. Marie kann das Verschwinden von Jan immer noch nicht verstehen. Anfangs gingen alle von einem Todesfall aus, jedoch meldete sich Jan damals aus Frankreich, ohne eine Erklärung abzugeben. Marie hat immer wieder Tagträume, in denen sie Jan und ihr imaginäres Kind sieht. Eines Nachts steigt sie aus dem Bett, um Jan einen Brief zu schreiben und ihre Gefühle für ihn auszudrücken. Da sie nicht die richtigen Worte findet, wirft sie den Brief in den Papierkorb. Am nächsten Morgen entdeckt Frank den zerknüllten Brief und schickt ihn ohne Maries Wissen an Jan.
Jan reist ohne Vorwarnung nach Deutschland, nicht ohne noch eine Nacht mit einer Stewardess zu verbringen. Er betritt sein Elternhaus, wobei die Hauskatze aus dem Haus läuft und nie mehr gefunden wird. Seine Mutter ist überglücklich, Olli hingegen ist überhaupt nicht begeistert. Mit seinem unverhofften Erscheinen weckt Jan bei seiner Familie Erinnerungen und reißt alte Wunden auf. Frank erzählt Marie von Jans Ankunft, die ihn zuerst nicht sehen will. Ihr Leben gerät nun zunehmend aus den Fugen. Jans Vater, ein erfolgreicher Anwalt, bricht eine Geschäftsreise ab, um seinen Sohn zu sehen. Die Begegnung läuft jedoch nicht ohne Spannungen ab. Allein Jans Anwesenheit lässt seine Freunde an ihrer jetzigen Lebensplanung zweifeln. Frank wird immer eifersüchtiger und erleidet einen Hörsturz.
Am Bahnübergang, wo es laut Volksmeinung immer 3° kälter ist, treffen Jan und Marie erstmals zufällig aufeinander. Vollkommen verstört lächelt sie ihn an. In einem Café stellt sie ihm die Frage, warum er weggegangen ist. Er erwidert, dass er nicht weggegangen, sondern nur nicht mehr zurückgekommen ist. Daraufhin geht Marie. Da sie ihn immer noch liebt, weiß sie nicht, ob sie sich freuen oder ärgern soll. Jan besucht Marie in der Gärtnerei, wo sie arbeitet, und fordert sie auf mit ihm zu gehen. Nach einem anfänglichen Wutausbruch küsst sie ihn jedoch leidenschaftlich. Marie entfernt sich nun immer mehr von Frank, der völlig außer sich ist und sich zurückzieht. Sein Hass gilt vor allem Jan.
Nach einem gemeinsamen Clubbesuch geht Frank nach Hause und nimmt seinen Ehering ab. Marie hingegen verbringt mit Jan gemeinsame Stunden. Nach einem Kuss nachts in seinem Auto steigt sie jedoch aus. Am anderen Morgen betritt sie ihre Wohnung, wo sie Frank vorfindet, der im Flur an der Wand sitzt. Ohne Worte zu wechseln rücken beide immer näher zusammen, bis Marie ihren Kopf in seinen Schoß legt. Währenddessen verabschiedet sich Jan wortlos von seinen Eltern und reist zurück nach Spanien.

## Kritik
„Weitgehend nüchterne Versuchsanordnung um Menschen, die sich in unverbindlichen Lebensentwürfen eingerichtet haben. Glänzend gespielt, entwickelt sich der stille Film zur Studie einer umfassenden Entfremdung“